# Lee Krasner
Lee Krasner (28 d'octubre de 1908 - 19 de juny de 1984) va ser una influent artista de l'expressionisme abstracte a la segona meitat del segle xx.
Va néixer en Brooklyn, Nova York. El seu veritable nom era Lena Krasner, i era la sisena filla d'un matrimoni d'immigrants jueus procedents d'Ucraïna, a l'imperi Rus.
Estudià a la Woman's Art School de la Cooper Union. Després d'un breu pas per l'Art Students League, continuà estudis a la National Academy of Design. A partir de 1937 va estudiar a l'escola de Belles Arts de Hans Hofmann, on va conèixer l'obra de Picasso, Matisse i altres pintors abstractes europeus, la qual cosa va exercir una gran influència sobre ella.
Al 1940 exposa la seva obra per primer cop amb l'associació American Abstract Artists dins la mostra American Abstract Artists Fourth Annual Exhibition, a Nova York. Amb un grup de pintors nord-americans, estableix l'expressionisme abstracte.
El 1945, Krasner va contreure matrimoni amb l'artista Jackson Pollock, també influenciat pel mateix moviment artístic.
Va morir a l'edat de 75 anys el 1984. A la pel·lícula biogràfica Pollock, de l'any 2000, que relata la vida del seu espòs, Krasner és representada per l'actriu nord-americana Marcia Gay Harden, que va guanyar l'Òscar a la millor actriu secundària per la seva interpretació.